# Rozas de Puerto Real
Rozas de Puerto Real è un comune spagnolo di 321 abitanti situato nella comunità autonoma di Madrid.